# Коло (Вучитрн)
Коло (алб. Kollë) је насеље у општини Вучитрн на Косову и Метохији. Према попису становништва на Косову 2011. године, село је имало 554 становника, већину становништва чине албанци..

## Географија
Село је на падини Чичавице у горњем делу долине потока Врело, на граници појаса њива и шуме, на надморској висини од 600-650 м. Заједно са кућама колониста село је разбијеног типа, иначе старији део села је на окупу. На југоистоку од потока Врело, који протиче кроз село, живе родови Делијовит и Сејдијовит, а северозападно од њега – Буњак, Касаловићи и Зупчани. Као мало насеље на махале се не дели.

## Историја
Северозападно од Кола постојало је село Рашевце. Као траг тог насеља је остала једна црквина у Рашевачком потоку и једна у његовом горњем делу, у Клисури. Не зна се кад је нестало Срба у њему, а памти се кад су ту живели неки Арбанаси, који су се потом раселили. Пошто их је било само неколико кућа, ти су Арбанаси административно припадали Колу, те се због те некадашње заједнице са Рашевцем Коло и сад каткад у народу назива Рашевце.

## Порекло становништва по родовима
Породице које су живеле у село Коло:
Арбанашки родови
- Буњак (13 к.), од фиса Краснића. Доселили се почетком 19. века из Буње у Малесији и прво „пали“ у Пестово, одакле ускоро прешли у Коло на купљену земљу од Махмуд-беговића у Пећи. Појасеви у 1934. су му од досељења били: Дема, Асан, Мемет, Шашивар, Весељ (60 година). Отац претка Деме (умро у Буњи) био је католик.
- Делијовит (7 к.) и Сејдијовит (8 к.), од фиса Краснића. Преци су им се као браћа доселили из Малесије кад и Буњак.

Српски родови
- Касаловићи (3 к., Петковдан). Доселили се из Зупча у Ибарском Колашину око 1870. за чифчије. Доцније су купили земљу.
- Зупчани (2 к., Петковдан), рођаци Касаловића. Пресељени из истоименог рода у Врници око 1890.

Колонисти
- Јочић (1 к.) 1920. из Трепче код Андријевице.
- Влаховићи (2 к.) 1920. из Роваца (Колашин).
- Павићевић (2 к.) 1922. од Даниловграда.
- Зечевићи (2 к.) 1922. из Жупе Никшићке.
- Бојанић (1 к.) и Миловићи (2 к.) 1922. из Грахова (Никшић).

## Демографија
| Демографија | Демографија | Демографија |
| Година      | Становника  | Становника  |
| ----------- | ----------- | ----------- |
| 1948.       | 308         |             |
| 1953.       | 370         |             |
| 1961.       | 398         |             |
| 1971.       | 500         |             |
| 1981.       | 516         |             |
| 1991.       | 642         |             |
| 2011.       | 554         |             |